# Ixiolirion ferganicum
Ixiolirion ferganicum là một loài thực vật có hoa trong họ Ixioliriaceae. Loài này được Kovalevsk. & Vved. mô tả khoa học đầu tiên năm 1961.